# 222903 Rajanidhingra
222903 Rajanidhingra è un asteroide della fascia principale. Scoperto nel 2002, presenta un'orbita caratterizzata da un semiasse maggiore pari a 2,979942 UA e da un'eccentricità di 0,041349, inclinata di 11,051757° rispetto all'eclittica.
Rajani D. Dhingra è una scienziata planetario indiana. Ha contribuito all'analisi geologica e geofisica di 486958 Arrokoth come membro del team della missione New Horizons della NASA.